# Sipos András (újságíró)
(Brassai-)Sipos András (Brassó, 1953. április 24. – 2024. december 26.) erdélyi származású újságíró, szerkesztő, rádió- és televízióriporter. Sipos Bella fia.

## Életútja, munkássága
A brassói Unirea Líceumban érettségizett 1972-ben, a kolozsvári BBTE Bölcsészkarán 1977-ben szerzett magyar–francia szakos tanári oklevelet. Ezután a Brassói Lapok szerkesztőségébe került, ahol előbb újságíróként, később szerkesztőként majd művelődési-irodalmi-művészeti rovatának vezető szerkesztőjeként 10 évet dolgozott. Megalapította és vezetőként irányította a Brassói Lapok Galériáját és irodalmi körét. Rendszeresen dolgozott a Bukaresti és Marosvásárhelyi Rádió valamint a Román Televízió magyar adásának.
1987-ben áttelepült Magyarországra, 1988–89-ben a Magyar Rádió, 1989–90-ben a Magyar Ifjúság, 1990–92-ben a Rádió- és Televízióújság és a 168 óra, majd 1992 után a Színes RTV szerkesztője, később – 16 éven keresztül – főszerkesztője. 2006 és 2008 között a Piknik című magazin főszerkesztőjeként folytatta.
2008-tól a saját alapítású Profirka Média és Kommunikációs Bt. keretén belül különféle kulturális projektek kidolgozásával, médiatanácsadással és sajtótermék-fejlesztéssel foglalkozott, és könyveket szerkesztett az Animus és Central Kiadó számára.
Írásait 1975-től közölte az Igaz Szó, a Korunk, az Utunk, a Művelődés, a Látóhatár, a Kritika, a Hangszín, a 168 óra stb. is. Az Irodalomtudományi és stilisztikai tanulmányok II. kötetében (szerk. Láng Gusztáv és Szabó Zoltán, Bukarest, 1981) A „mindenség szerelme” (A hosszú vers poétikájából) c. tanulmánya jelent meg, prózaverse pedig a 101 vers Brassóról című kötetben (Kriterion Könyvkiadó, Kolozsvár, 2008). Interjúkat közölt a Posztumusz – Mészöly Miklós, Sík Ferenc, Szécsi Margit (GL-4 Kiadó, Budapest, 2001), A csillagokban – Bubik István (GL-4 Kiadó, Budapest, 2005) és Az elhalasztott igazság – Beszélgetések Csoóri Sándorral 1971–2010 (Nap Kiadó, Budapest, 2011) című válogatáskötetekben.